# Малые слепыши
Малые слепыши (лат. Nannospalax) — род грызунов из семейства слепышовых, обитающий в Восточной Европе и Западной Азии. Это один из двух родов подсемейства Spalacinae, наряду со слепышами. Как и представители рода Spalax, они полностью лишены зрения, их глаза полностью закрыты кожей.

## Таксономия и эволюция
До 2013 года представители этого рода относились к роду Spalax, но филогенетический анализ показывает, что они отделились от него в позднем миоцене, около 7,6 миллиона лет назад, когда между Анатолией и Балканами образовался морской барьер. В этом роде также выделяют два разных подрода: Nannospalax (содержащий один вид) и Mesospalax, которые отделились друг от друга в позднем миоцене или раннем плиоцене, после поднятия Анатолийского плато.
Представители этого рода отличаются чрезвычайным разнообразием хромосом, некоторые из них могут представлять собой ещё не признанные таксоны видового уровня. Генетический анализ указывает на отдельные периоды диверсификации среди слепышовых, которые соответствуют климатическим изменениям, вызванным циклами Миланковича.

## Виды
В этом роде есть три вида в двух подродах:
- Подрод Nannospalax
  - Палестинский слепыш (Nannospalax ehrenbergi)
- Подрод Mesospalax
  - Малый слепыш (Nannospalax leucodon)
  - Слепыш Неринга (Nannospalax nehringi)

Некоторые авторитетные источники, в том числе ITIS и Mammal Species of the World, выделяют четыре вида, эндемичных для Израиля и прилегающих регионов, из N. ehrenbergi на основании хромосомной дивергенции, о которой сообщается в исследовании Института эволюции Хайфского университета:
- - N. carmeli
  - N. golani
  - N. galili
  - N. judaei

Однако Американское общество маммологов и Красный список МСОП в настоящее время относят их к N. ehrenbergi из-за таксономической неопределённости.